# Yakovlev AIR-6
Yakovlev AIR-6 là một loại máy bay thông dụng hạng nhẹ của Liên Xô trong thập niên 1930. Do Alexander Sergeyevich Yakovlev thiết kế, trên 100 chiếc đã được chế tạo.

## Quốc gia sử dụng
Liên Xô
- Không quân Liên Xô

## Tính năng kỹ chiến thuật
Dữ liệu lấy từ OKB Yakovlev
Đặc tính tổng quan
- Kíp lái: 1
- Sức chứa: 1 hoặc 2 hành khách
- Chiều dài: 7,8 m (25 ft 7 in)
- Sải cánh: 12,08 m (39 ft 8 in)
- Diện tích cánh: 19,8 m2 (213 foot vuông)
- Trọng lượng rỗng: 616 kg (1.358 lb)
- Trọng lượng có tải: 961 kg (2.119 lb)
- Động cơ: 1 × Shvetsov M-11 , 75 kW (100 hp)   [2]

Hiệu suất bay
- Vận tốc cực đại: 168,5 km/h (105 mph; 91 kn)
- Vận tốc hành trình: 130 km/h (81 mph; 70 kn)
- Tầm bay: 715 km (444 mi; 386 nmi)
- Trần bay: 4.600 m (15.092 ft)
- Thời gian lên độ cao: 6,6 phút lên độ cao 1.000 m (3.300 ft)